# Ceryx bernhardi
Ceryx bernhardi är en fjärilsart som beskrevs av Adalbert Seitz. Ceryx bernhardi ingår i släktet Ceryx och familjen björnspinnare. Inga underarter finns listade i Catalogue of Life.